# Kazimierz Urbanik

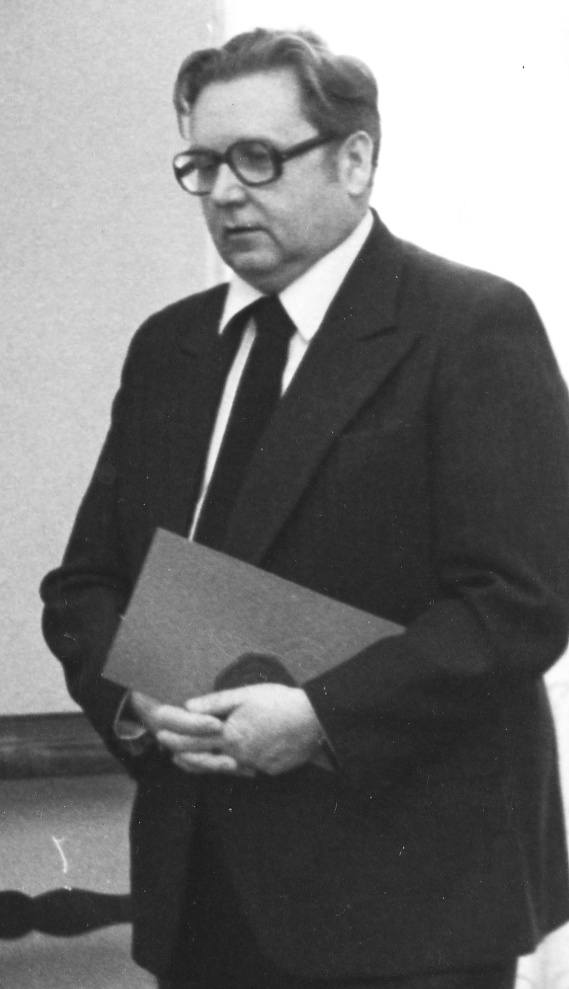
Kazimierz Urbanik (1981)

Kazimierz Urbanik (* 5. Februar 1930 in Krzemieniec; † 29. Mai 2005 in Breslau) war ein polnischer Mathematiker.

## Leben
1948 machte Urbanik die Matura-Prüfung und immatrikulierte sich an der Universität Breslau in Mathematik und Physik. 1952 erfolgten seine Graduierung und die Anstellung als Fakultätsmitglied, 1956 die Promotion mit einer Dissertation über Kaskadenprozesse. 1957 habilitierte er sich. 1958 entstanden wichtige Arbeiten Urbaniks über verallgemeinerte stochastische Prozesse. 1965 wurde er als jüngstes Mitglied in die Polnische Akademie der Wissenschaften aufgenommen. 1967–1978 wurde er Direktor des Mathematischen Instituts der Universität Breslau und von 1975 bis 1981 Rektor der Universität Breslau. Von 1981 bis 1996 war er erneut Direktor des Mathematischen Instituts der Universität Breslau, zugleich von 1984 bis 1986 Vizepräsident der Polnischen Akademie der Wissenschaften. Zwischen 1980 und 2005 war Urbanik Herausgeber und Chefeditor der von ihm gegründeten Zeitschrift Probability and Mathematical Statistics(PMS).
Urbanik war ein bedeutender Vertreter der Polnischen Mathematikerschule. Er leistete wichtige Beiträge zur Topologie (Mathematik), allgemeinen Algebra, Informationstheorie, Quantenmechanik und zur statistischen Physik. Er war ein populärer Dozent und hielt unter anderem Vorträge in Göttingen, Moskau, Paris, Cleveland, Berkeley, Cambridge, New Orleans, Peking, Delhi und Hanoi. Er hielt auch mehrmals Vorträge am Mathematischen Forschungsinstitut Oberwolfach.

## Ehrungen
- Akademische Palme der Académie des sciences (1976)
- Orden Leopolds II., Offizierskreuz (1977)
- Alfred-Jurzykowski-Stiftungspreis (1989)
- Sierpinski-Medaille der Universität Warschau (1933)
- Stefan-Banach-Medaille der Polnischen Akademie der Wissenschaften (1998)
- Ehrendoktor
  - Universität Łódź
  - Technische Universität Breslau